# Gli occhi della Luna
Gli occhi della Luna è un singolo del gruppo musicale italiano Ex-Otago, pubblicato il 13 gennaio 2017 come quarto estratto dal quinto album in studio Marassi.
Il singolo ha visto la partecipazione vocale del rapper Jake La Furia dei Club Dogo.

## Tracce
1. Gli occhi della Luna – 4:23